# Mahir Halili
Mahir Halili (Prefettura di Dibër, 30 giugno 1975) è un ex calciatore albanese, di ruolo centrocampista.

## Carriera

### Club
Ad eccezione di tre stagioni tra il 1996 e il 1998 ha sempre giocato in Albania. È stato il capocannoniere del campionato nel 2003.

### Nazionale
Ha giocato nella nazionale albanese Under-21.
Ha esordito con la nazionale maggiore albanese nel 1996, giocando 13 partite e segnando 1 gol sino al 1999.

## Statistiche

### Presenze e reti nei club
Statistiche aggiornate al 14 ottobre 2007.
| Stagione                | Squadra                 | Campionato              | Campionato | Campionato | Coppa nazionale | Coppa nazionale | Coppa nazionale | Coppe europee | Coppe europee | Coppe europee | Altre coppe | Altre coppe | Altre coppe | Totale | Totale |
| Stagione                | Squadra                 | Comp                    | Pres       | Reti       | Comp            | Pres            | Reti            | Comp          | Pres          | Reti          | Comp        | Pres        | Reti        | Pres   | Reti   |
| ----------------------- | ----------------------- | ----------------------- | ---------- | ---------- | --------------- | --------------- | --------------- | ------------- | ------------- | ------------- | ----------- | ----------- | ----------- | ------ | ------ |
| 1995-1996               | Kastrioti               | KP                      | 15         | 4          | CA              | 0               | 0               | -             | -             | -             | -           | -           | -           | 15     | 4      |
| 1996-1997               | Dinamo Tirana           | KP                      | 16         | 2          | CA              | 0               | 0               | -             | -             | -             | -           | -           | -           | 16     | 2      |
| 1997-gen. 1998          | Delémont                | B                       | 1          | 0          | CS              | 0               | 0               | -             | -             | -             | -           | -           | -           | 1      | 0      |
| gen.-giu. 1998          | Neuchâtel Xamax         | B                       | 11         | 2          | CS              | 0               | 0               | -             | -             | -             | -           | -           | -           | 11     | 2      |
| lug. 1998               | Delémont                | B                       | 1          | 1          | CS              | 0               | 0               | -             | -             | -             | -           | -           | -           | 1      | 1      |
| 1998-1999               | Gorica                  | 1. SNL                  | 14         | 1          | CS              | 0               | 0               | CU            | 0             | 0             | -           | -           | -           | 14     | 1      |
| 1999-gen. 2000          | Gorica                  | 1. SNL                  | 14         | 3          | CS              | 0               | 0               | CU            | 4             | 0             | -           | -           | -           | 18     | 3      |
| Totale Gorica           | Totale Gorica           | Totale Gorica           | 28         | 4          |                 | 0               | 0               |               | 4             | 0             |             | -           | -           | 32     | 4      |
| gen.-giu. 2000          | Delémont                | B                       | 11         | 2          | CS              | 0               | 0               | -             | -             | -             | -           | -           | -           | 11     | 2      |
| Totale Delémont         | Totale Delémont         | Totale Delémont         | 13         | 3          |                 | 0               | 0               |               | -             | -             |             | -           | -           | 13     | 3      |
| 2000-2001               | Tirana                  | KS                      | 25         | 5          | CA              | 0               | 0               | UCL           | 2             | 0             | -           | -           | -           | 27     | 5      |
| 2001-2002               | Tirana                  | KS                      | 24         | 7          | CA              | 0               | 0               | -             | -             | -             | SA          | 1           | 0           | 25     | 7      |
| 2002-2003               | Tirana                  | KS                      | 22         | 20         | CA              | 2               | 0               | CU            | 2             | 0             | SA          | 1           | 2           | 27     | 22     |
| 2003-2004               | Tirana                  | KS                      | 31         | 7          | CA              | 0               | 0               | UCL           | 4             | 1             | SA          | 1           | 1           | 36     | 9      |
| 2004-2005               | Tirana                  | KS                      | 31         | 7          | CA              | 0               | 0               | UCL           | 2             | 0             | SA          | 1           | 0           | 34     | 7      |
| Totale Tirana           | Totale Tirana           | Totale Tirana           | 133        | 46         |                 | 2               | 0               |               | 10            | 1             |             | 4           | 3           | 149    | 50     |
| 2005-2006               | Partizani Tirana        | KS                      | 26         | 3          | CA              | 0               | 0               | -             | -             | -             | -           | -           | -           | 26     | 3      |
| giu.-lug. 2006          | Partizani Tirana        | KS                      | 0          | 0          | CA              | 0               | 0               | Int           | 2             | 0             | -           | -           | -           | 2      | 0      |
| Totale Partizani Tirana | Totale Partizani Tirana | Totale Partizani Tirana | 26         | 3          |                 | 0               | 0               |               | 2             | 0             |             | -           | -           | 28     | 3      |
| Totale carriera         | Totale carriera         | Totale carriera         | 242        | 64         |                 | 2               | 0               |               | 16            | 1             |             | 4           | 3           | 264    | 68     |

## Palmarès

### Club

#### Competizioni nazionali
- Campionato albanese: 3

Tirana: 2002-2003, 2003-2004, 2004-2005
- Coppa d'Albania: 2

Tirana: 2000-2001, 2001-2002
- Supercoppa d'Albania: 3

Tirana: 2000, 2001, 2002

### Individuale
- Capocannoniere della Kategoria Superiore: 1

2002-2003 (20 gol)